# Diplazium mutabile
Diplazium mutabile är en majbräkenväxtart som beskrevs av Peter Hans Hovenkamp.
Diplazium mutabile ingår i släktet Diplazium och familjen Athyriaceae. Inga underarter finns listade i Catalogue of Life.